# 12RIVEN: The Psi-Climinal of Integral
12RIVEN: The Psi-Climinal of Integral là một visual novel của Nhật Bản do hãng KID, Cyberfront và SDR Project phát triển và được phát hành cho hệ máy PlayStation 2 vào ngày 13 tháng 3 năm 2008. Có một ấn bản thông thường và ấn bản đặc biệt bao gồm một bộ soundtrack gốc của game. KID còn được biết đến với sêri Memories Off và series Infinity bao gồm Remember 11: The Age of Infinity và Ever 17: The Out of Infinity. Khi KID tuyên bố phá sản vào tháng 11 năm 2006, quá trình sản xuất game bị tạm ngưng cho tới khi Cyberfront đảm nhận việc tiếp tục thực hiện.
Game có tới hai phiên bản PC khác nhau phát hành vào ngày 4 tháng 4 năm 2008. Nó được phát hành như là một sản phẩm độc lập và là một phần của gói Infinity Plus (bao gồm phiên bản của Never 7: The End of Infinity, Ever 17: The Out of Infinity, Remember 11: The Age of Infinity và 12RIVEN).

## Cốt truyện
Câu truyện của 12RIVEN diễn ra vào ngày 20 tháng 5 năm 2012, nhân vật chính là Miyabidō Renmaru, học sinh trung học đang trên đường đạp xe nhanh chóng tới chỗ một công trình bị bỏ hoang gọi là Integral (インテグラル Integuraru) sau khi nhận được tin nhắn trên điện thoại di động, cậu được tin Miyu, một người bạn cũ của cậu sẽ chết trên tầng cao nhất của công trình vào lúc trưa nay. Ngay khi vào trong đó, cậu kiểm tra đồng hồ đeo tay của mình thì thời gian lúc đó là 11:24 AM.
Ở một nơi khác, Mishima Narumi, điều tra viên sở cảnh sát đang phóng xe mô tô tới cùng một địa điểm. Cô nhận được một lời đề nghị từ người bạn và là đồng nghiệp nhờ cô ấy tới giải cứu một cô gái tên là "Myū" tại Integral. Narumi phải cứu Myū để ngăn chặn việc thực hiện "Kế hoạch Eclipse lần thứ hai" (第弐エクリプス計画 Daini Ekuripusu Keikaku). Narumi chưa bao giờ nghe đến cái tên này, vả lại, tin nhắn gửi đi được đánh dấu "XXX Lv6". Đây là hệ thống đánh giá mức độ nghiêm trọng của tình hình và việc đánh dấu cấp 6 chưa bao giờ được sử dụng. Ngay cả mối đe dọa khủng bố có quy mô lớn cũng chỉ thiết lập ở cấp 5. Thông điệp cũng cho Narumi biết rằng ai đó có tên Renmaru có thể có mặt ở đó và anh ta thuộc về phe cô.
Renmaru chẳng tìm thấy gì tại đài quan sát của tòa nhà, nhưng khi cậu bước ra ngoài vào trong lỗ hổng của công trình, cậu tìm thấy Myū đang bị thương nằm trên sàn. Đồng thời Renmaru còn phát hiện ra kẻ tấn công ở đây nhưng không tài nào đánh bại được hắn, mỗi khi cậu cố tung nắm đấm thì đều bị một sức mạnh vô hình quật ngã xuống sàn. Vào lúc đó, kẻ tấn công Myū chuẩn bị rút súng ra, bắt lấy Myū và dọa Renmaru phải rời khỏi nơi đây một cách yên lặng sau khi hắn đếm từ mười đến một nếu không hậu quả khó lường. Renmaru không biết phải làm gì và đứng đó một cách vô vọng. Ngay khi kẻ tấn công đếm tới một, Narumi xuất hiện và chĩa súng vào hắn. 

## Nhân vật

#### Nhân vật chính
Miyabidō Renmaru (雅堂 錬丸 Nhã Đường Luyện Hoàn)
Học sinh trung học, bạn thân thuở nhỏ của Myū, bình thường rất thờ ơ, những khi gặp chuyện đều tỏ vẻ nhiệt huyết 
Mishima Narumi (三嶋 鳴海 Tam Kỳ Minh Hải)
Điều tra viên phòng 12 trực thuộc Sở Cảnh sát Nhật Bản, tính cách cứng rắn.

#### Nhân vật phụ

##### Phe Renmaru
Kiridera Mei (霧寺 メイ Vụ Tự Mei)
Lồng tiếng bởi: Matsukaze Masaya
Thủ lĩnh tổ chức tội phạm và là học sinh trường Trung học số 6 Học viện Rifumi. 
Takae Myū (高江 ミュウ Cao Giang Myū)
Lồng tiếng bởi: Nonaka Ai
Nữ sinh trung học, là người hiến dâng mạng sống cho tổ chức, tính cách ngây thơ trong sáng.
Maina (マイナ)
Lồng tiếng bởi: Satō Rina
Nhà văn chuyên viết tiểu thuyết, tình cờ gặp Renmaru vào lúc thế giới đứng yên. 
Hoshino Yuyu (星野 遊々 Tinh Dã Du Du)
Lồng tiếng bởi: Kobayashi Yuu
Nữ sinh trung học, là người của tổ chức, tính tình kiêu ngạo.
Tsutsumi Dango (堤 タンゴ Đê Dango)
Lồng tiếng bởi: Nakamura Toshihiro
Học sinh trung học, rất thích nô đùa và là người dễ tính.

##### Phe Narumi
Inose Omega (伊野瀬 オメガ Y Dã Lại Omega)
Lồng tiếng bởi: Takahashi Naozumi
Học sinh trường Trung học số 6 Học viện Rifumi, là thiếu niên bị mất trí nhớ, cùng hành động với Narumi 
Inose Chisato (伊野瀬 チサト Y Dã Lại Chisato)
Lồng tiếng bởi: Shimizu Ai
Học sinh trường Trung học số 6 Học viện Rifumi,người sử dụng Ψ và là chị của Omega. 
Yukizumi Makoto (雪積 真琴 Tuyết Tích Chân Cầm)
Lồng tiếng bởi: Kigawa Eriko
Điều tra viên phòng 12 trực thuộc Sở Cảnh sát Nhật Bản, tính cách lãnh đạm và là nhân vật đã gửi tin nhắn sự kiện đến Narumi. 
Ōtemachi (大手町 Đại Thủ Đinh)
Lồng tiếng bởi: Suwabe Junichi
Điều tra viên phòng 12 trực thuộc Sở Cảnh sát Nhật Bản, chính là kẻ bắt cóc Narumi, tính cách bí hiểm. 
Bosu (ボス Boss)
Lồng tiếng bởi: Ōtsuka Akio
Trưởng nhóm phòng 12 trực thuộc Sở Cảnh sát Nhật Bản và là cha của Narumi.

## Phát triển
12RIVEN và Memories Off 5: Encore, cùng một số game khác vốn nằm trong quá trình phát triển của KID, ban đầu có nguy cơ sẽ không được phát hành khi KID mắc nộ nần dẫn đến phá sản vào năm 2006. Cả hai game đều được hãng CyberFront khôi phục lại vào năm 2007 khi họ tiếp nhận tài sản trí tuệ của KID.

## Phát hành
12RIVEN ban đầu được ấn định phát hành vào ngày 6 tháng 12 năm 2007 nhưng đã bị trì hoãn tới ngày 14 tháng 2 năm 2008. Do một vài khó khăn nảy sinh trong khâu phát hành nên game lại bị dời lại vào ngày 13 tháng 3 năm 2008. Hai phiên bản PC độc lập và một phiên bản gộp trong gói Infinity Plus được phát hành vào ngày 4 tháng 4 năm 2008.

## Nhân viên
- Bản thảo - Giám sát kịch bản: Uchikoshi Koutarou
- Giám đốc: Wakabayashi Takeshi
- Thiết kế nhân vật: Takigawa Yuu, Bomi
- Mỹ thuật bối cảnh: Satou Tokiko và số khác
- Âm nhạc: Abo Takeshi

## Âm nhạc
- Bài mở đầu chủ đề: "Third Bridge"
  - Sáng tác: Shikura Chiyomaru, Biên tập: Ueno Kōji, Ca sĩ: KAORI
- Bài kết thúc chủ đề: "Process" (プロセス Purosesu?)
  - Sáng tác lời nhạc: Yoshino Asamare, Phổ nhạc: Hamada Tomoyuki, Biên tập: Koike Osamuya, Ca sĩ: KAORI

Cả hai bài gộp chung trong bản CD single được bán vào ngày 23 tháng 4 năm 2008 và buổi trình diễn đầu tiên tại Oricon đứng hạng 144.
- Bài mở đầu chủ đề bản PSP: "Toki no Nai Sekai" (時のない世界?)
  - Sáng tác lời nhạc: Kanayama Kaori, Phổ nhạc: Sawamura Shun, Biên tập: Koike Osamuya, Ca sĩ: Sakakibara Yui
- Bài kết thúc chủ đề bản PSP: "Distance"[11]
  - Sáng tác lời nhạc: Hashitsume Ryouko, Phổ nhạc: Sawamura Shun, Biên tập: Koike Osamuya, Ca sĩ: Sakakibara Yui

## Đón nhận
Trong tuần đầu tiên phát hành, 12RIVEN thu hút một số lượng khá lớn doanh số bán hàng bằng cách đứng thứ mười ba trong những trò chơi bán hàng toàn quốc tại Nhật Bản và vị trí thứ ba cho game PlayStation 2.